# Groot-Nicoya

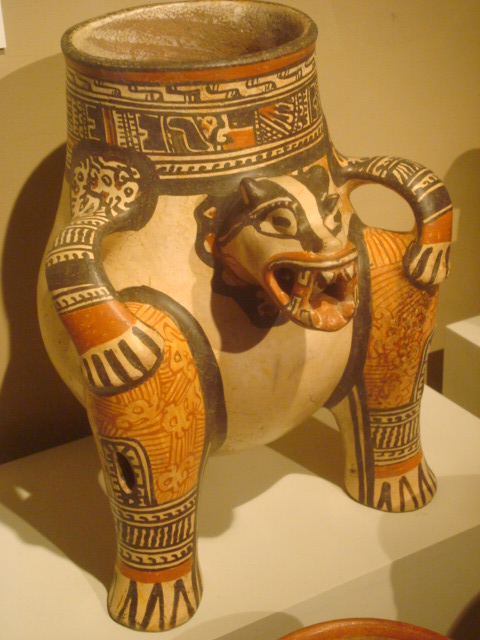
Vaas met jaguarmotief uit Nicoya in het Museo del Jade.

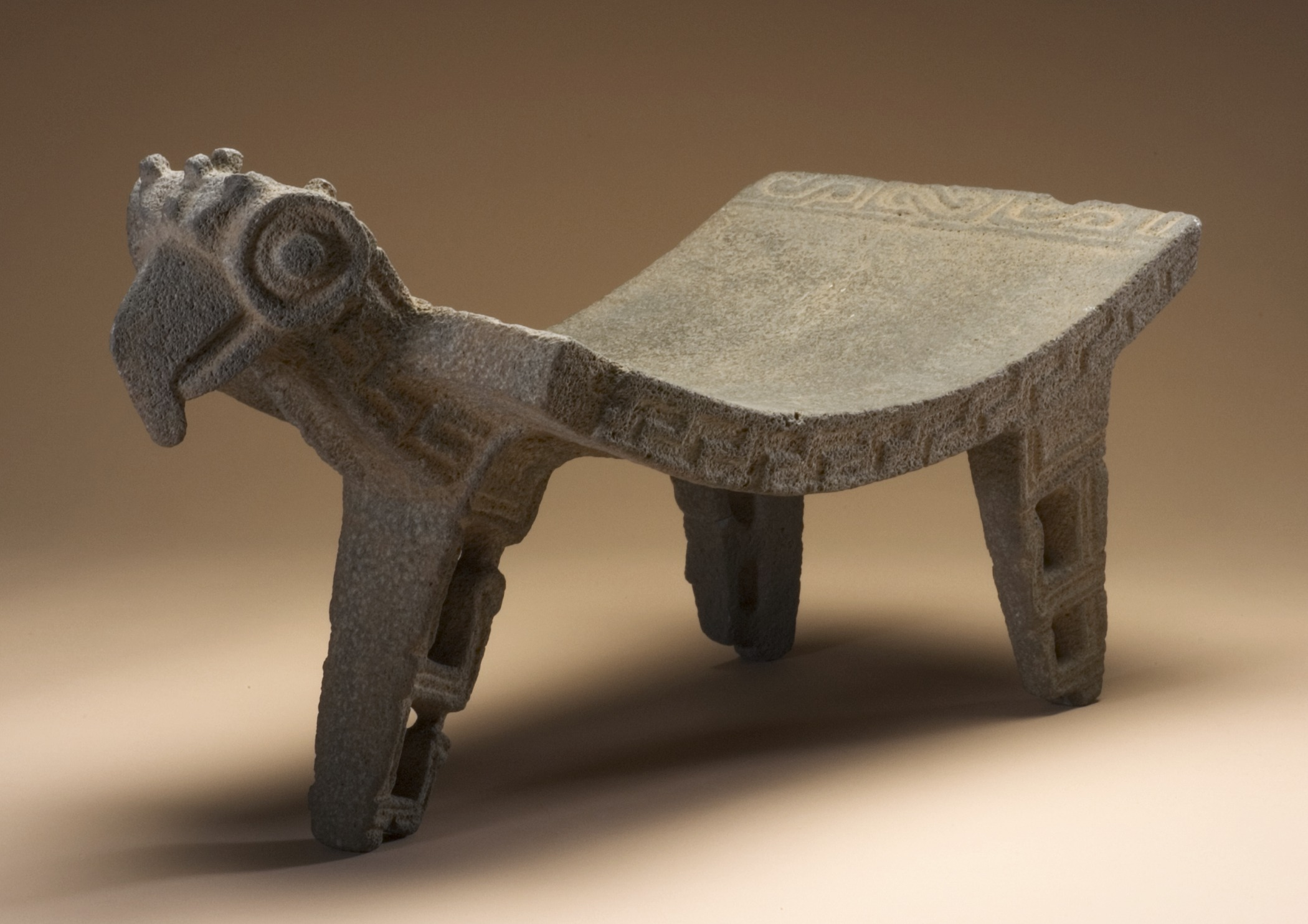
Offertafel uit Guanacaste in het Los Angeles County Museum of Art.

Groot-Nicoya is een regio binnen de archeologie van Midden-Amerika en beslaat het noordwesten van Costa Rica en het westen van Nicaragua. Dit gebied wordt beschouwd als onderdeel van Mesoamerica.
De oorspronkelijke inwoners van Groot-Nicoya leefden met name in nederzettingen langs kusten en de oevers van meren. Ze waren afhankelijk van vis en schaaldieren en daarnaast verbouwden ze cassave en maïs, jaagden ze en verzamelden ze wild voedsel. Er werd uitgebreid gedecoreerd aardewerk gemaakt vanaf ongeveer 500 voor Christus. Hooggeplaatste personen onderscheidden zich door het dragen van geïmporteerde ornamenten van jade en het gebruik van stenen zetels en vervaardigde stenen stafknoppen. 
Tussen 600 en 900 na Christus vestigden nieuwe volken - de Chorotega, Nicarao en Pipil - zich in Groot-Nicoya. Deze volkeren kwamen uit het noorden en brachten gebruiken vanuit Mesoamerica naar de regio. Ze bewoonden rechthoekige huizen met daken van adobe. Dorpen hadden een centraal plein voor religieuze bezigheden. Betaald werd met cacaobonen. In Groot-Nicoya waren maïs, bonen, pompoen, zoete aardappel, cacao en fruit zoals avocado, papaja en sapodilla de voornaamste gewassen. Er waren vijf sociale klasses, te weten heersers, priesters, edelen, vrije mensen en slaven. Jade, goud en steen waren de voornaamste materialen die bewerkt werden. 
Groot-Nicoya wordt door de centrale bergketens gescheiden van de Centraal-Caribische regio in het oosten. 